# Jan Lenzke
Jan Lenzke (* 7. Juli 1970 in Ost-Berlin) ist ein ehemaliger deutscher Leichtathlet, der in den 1990er Jahren ein erfolgreicher 400-Meter-Läufer war. Bis 1990 startete er für die DDR.
Bei den Europameisterschaften 1990 startete er im Vorlauf der 4-mal-400-Meter-Staffel, die im Endlauf Platz drei belegte (Vorlauf: Jan Lenzke, Rico Lieder, Thomas Schönlebe, Jens Carlowitz).
Bei den Junioreneuropameisterschaften 1989 gewann er zwei Silbermedaillen: im 400-Meter-Lauf (47,30 s) und als Schlussläufer der 4-mal-400-Meter-Staffel.
Im 4-mal-400-Meter-Staffellauf wurde er 1989 mit dem SC Dynamo Berlin DDR-Meister und 1996 mit dem LAC Halensee Deutscher Hallenmeister.
Seine Mutter Karin Lenzke (* 27. Juli 1936) nahm 1960 im Hochsprung an den Olympischen Spielen teil.
Jan Lenzke gehörte in der DDR-Zeit dem SC Dynamo Berlin an, später dem OSC Berlin und dem LAC Halensee. Bei einer Größe von 1,90 m hatte er ein Wettkampfgewicht von 75 kg.
| Personendaten    | Personendaten                               |
| ---------------- | ------------------------------------------- |
| NAME             | Lenzke, Jan                                 |
| KURZBESCHREIBUNG | deutscher Leichtathlet                      |
| GEBURTSDATUM     | 7. Juli 1970                                |
| GEBURTSORT       | Ost-Berlin, Deutsche Demokratische Republik |